# الفواراه
ال فواراه یک منطقهٔ مسکونی در عربستان سعودی است که در استان مکه واقع شده‌است.